# Synclysmus opulentus
Synclysmus opulentus là một loài bướm đêm trong họ Geometridae.